# So Wat Cha Sayin'
"So Wat Cha Sayin'" foi o único single lançado do EPMD, do seu segundo álbum, Unfinished Business. Produzido por EPMD com scratches providenciados por DJ Scratch, "So Wat Cha Sayin'" chegou a três paradas da Billboard, alcançando o número 5 na Hot Rap Singles.

## Lista de faixas do single
1. "So Wat Cha Sayin'" (Club Version)- 4:55
2. "So Wat Cha Sayin'" (Dub Version)- 4:53
3. "So Wat Cha Sayin'" (Radio Version)- 3:45

## Paradas
| Parada                             | Posição |
| ---------------------------------- | ------- |
| E.U.A. R&B / Hip-Hop               | # 23    |
| Hot Rap Singles                    | # 5     |
| Hot Dance Music/Maxi-Singles Sales | # 40    |